# 75564 Одюбон
75564 Одюбон (75564 Audubon) — астероїд головного поясу, відкритий 2 січня 2000 року.
Тіссеранів параметр щодо Юпітера — 3,558.